# ستيف جوبز (كتاب)
ستيف جوبز سيرة ذاتية تحكي حياة ستيف جوبز كٌتبت من قِبل الكاتب الصحفي والتر إيزاكسون والمدير التنفيذي السابق في شبكة سي إن إن الإخبارية والتايم وكاتب أكثر السير الذاتية مبيعاً بكتاب سيرة عن بنيامين فرانكلين وألبرت أينشتاين، بنى على طلب مستمر من ستيف جوبز وإلحاح منه. يدور هذا الكتاب حول حياة صاخبة لرجل أعمال مبدع تسبب شغفه لتحقيق الكمال في إحداث ثورة في ست مجالات صناعية مختلفة بالإضافة وشخصية مهدت الطريق لقيام سوق لمحتويات الرقمية قائمة على التطبيقات وليس على المواقع الالأكترونية، ومن ناحية لشخصية قالباً جاهزاً للمحاكاة قد لا يكون مثالياً بسبب عصبيته وطبعه الحاد ولكنها سيرة لحياة مليئة بالدروس والعبر والابتكار شخصية عنيدة قاسية وملهمة وقيادية.
تطلب كتابة السيرة إجرى ما يزيد عن 40 مقابلة مع ستيف على مدار سنتين ومقابلة ما يزيد عن 100 شخص تشمل أفراد عائلته، أصدقائه، خصومه، المنافسين والزملاء وما يميز هذه السيرة انه لم يكون لستيف أي تحكم في محتوى الكتاب بإستثناء تغير غلاف الكتاب أو حتى قراءته قبل نشره.
صدر الكتاب بالنسخة الأنجليزية في 24 أكتوبر 2011 من قبل دار النشر سايمون اند شوستر في الولايات المتحدة.

## المظهر

### الغطاء الأمامي
يستخدم الغلاف الأمامي صورة لستيف جوبز بتفويض من مجلة فورتشن في عام 2006 لمجموعة من الأشخاص الأقوياء. التقط الصورة ألبرت واتسون.
عندما تم التقاط الصورة، قال إنه أصر على أن يكون لديه فترة ثلاث ساعات لإعداد معداته، مضيفًا أنه يريد أن يجعل «[كل تبادل لاطلاق النار] أسرع من الشحوم في [موضوع]». عندما وصل جوبز، لم ينظر فورًا إلى واتسون، ولكن بدلاً من ذلك على المعدات، ركز على كاميرا 4 × 5 قبل أن يقول واتسون، «وأو، أنت تصوّر فيلمًا.»[7]
أعطى جوبز واتسون ساعة - أطول مما أعطاها لمعظم المصورين لجلسة تصوير. وبحسب ما ورد أمر واتسون جوبز بإجراء «95 بالمائة، ما يقرب من 100 بالمائة من اتصال العين بالكاميرا» و «التفكير في المشروع التالي الذي لديك على الطاولة»، بالإضافة إلى التفكير في الحالات التي تحداه فيها الناس.
خط العنوان هو هيلفيتيكا.

### الغطاء الخلفي
يستخدم الغلاف الخلفي صورة فوتوغرافية أخرى لوظائف مأخوذة في غرفة معيشته في وودسايد، كاليفورنيا في فبراير 1984 من قبل نورمان سيف. في مقال «وراء الغطاء» الذي نشرته مجلة TIME، يتذكره سييف ويذكره جوبز «بمجرد الجلوس» على أرضية غرفة المعيشة الخاصة به، ويتحدث عن «الإبداع والأشياء اليومية»، عندما غادر جوبز الغرفة وعاد باستخدام ماكنتوش 128K (حاسوب ماكنتوش الأصلي) جوبز «[سقط]» في وضعية اللوتس ممسكًأ الكمبيوتر في حضنه عندما التقط سييف الصورة.

### العنوان
تم اختيار العنوان المؤقت للكتاب، iSteve: The Book of Jobs ، بواسطة قسم الدعاية للناشر سايمون وشوستر. على الرغم من أن المؤلف والتر آيزاكسون «لم يكن متأكدًا تمامًا من ذلك»، إلا أن زوجته وابنته كانوا متأكدين. ومع ذلك، فقد ظنوا أنه «لطيف للغاية» ونتيجةً لذلك، أقنع إيزاكسون الناشر بتغيير العنوان إلى شيء «أبسط وأكثر أناقة».
يُزعم أن العنوان ستيف جوبز قد تم اختياره اللقب ليعكس أسلوب جوبز «التجريدي» والتأكيد على أصالة السيرة الذاتية، مما يميزها عن المنشورات غير المصرح بها، مثل كتاب iCon Steve Jobs: The Great Second Act in the History of Business by Jeffrey Young.

### فصول
تحتوي العديد من الفصول داخل الكتاب على عناوين فرعية، تتم مطابقتها في إصدارات مختلفة من الكتب المسموعة، مما يؤدي إلى ظهور قوائم تضم أكثر من 150 فصلًا عندما يكون هناك 42 فصلًا فقط. يحتوي الكتاب مسموع على خطأ في عنوان فصل واحد، حيث يدرج الفصل 41 كـ «الجولة الثالثة، كفاح لا ينتهي» بدلاً من «الجولة الثالثة، كفاح الشفق» كما تم نشره.

## اقتباس الفيلم
ستيف جوبز هو فيلم درامي يعتمد على حياة ستيف جوبز، مؤسس شركة أبل، تمثيل مايكل فاسبندر في دور البطولة. والفيلم من إخراج داني بويل، من إنتاج سكوت رودين، وكتبه آرون سوركين (مع سيناريو مقتبس من ستيف جوبز من والتر إيزاكسون وكذلك من المقابلات التي أجراها سوركين).

## وسائل الإعلام الأخرى
كانت مقتطفات من السيرة الذاتية سمة من سمات المجلات المختلفة، بالإضافة إلى المقابلات مع المؤلف، والتر آيزاكسون.[
لإحياء ذكرى حياة جوبز بعد وفاته في 5 أكتوبر 2011، نشرت مجلة تايم عددًا من الأحداث التذكارية في 8 أكتوبر 2011. وتضمن غلاف الإصدار صورة لوظائف، اتخذها نورمان سيف، حيث كان يجلس في موقع لوتس يحمل الأصل كمبيوتر ماكنتوش. نُشرت الصورة في رولينج ستون في يناير عام 1984 وظهرت على الغلاف الخلفي لستيف جوبز. كانت القضية هي المرة الثامنة التي ظهر فيها جوبز على غلاف مجلة تايم. تضمنت هذه المقالة مقالة فوتوغرافية من إعداد ديانا ووكر، واستعراض لأحداث آبل السابقة لهاري مكراكن وليف غروسمان، ومقال من ست صفحات من إعداد والتر إيزاكسون. كانت مقالة إيزاكسون بمثابة معاينة لستيف جوبز ووصفت جوبز بإعلان الكتاب له.
أصدرت بلومبرج بيزنس ويك أيضًا إصدارًأ تذكاريًا في مجلتها تتذكر حياة جوبز. يتميز غلاف المجلة بالبساطة الشبيهة بأبل، مع صورة عن قرب بالأبيض والأسود لجوبز وعن سنوات ولادته وموته. تكريما لأسلوب جوبز التجريدي، تم نشر الإصدار دون إعلانات. تضمنت مقالات واسعة النطاق لستيف جورفتسون، جون سكوللي، شون ويزلي، ويليام جيبسون، ووالتر إيزاكسون. على غرار إصدار التايم التذكاري، كانت مقالة إيزاكسون بمثابة معاينة لستيف جوبز.
أظهرت فورتشن مقتطفاً حصرياً من السيرة الذاتية في 24 أكتوبر 2011، مع التركيز على علاقة «صديق العدو» التي كانت بين جوبز وبيل غيتس.

## الجوائز والتكريمات
حتى بعد الإصدار المتأخر من ذلك العام، أصبح الكتاب الأكثر مبيعًا على موقع الأمازون لعام 2011.
- 2012 فاينانشيال تايمز وجولدمان ساكس، جائزة كتاب الأعمال للعام، قائمة مختصرة [13]
- 2011 الأكثر مبيعا على ثائمة نيويورك تايمز
- 2011 كريستيان ساينس مونيتور أفضل كتاب، قصصي
- 2011 أفضل كتاب للعام لمجلة تايم